# Зеф Дедивановић
Зеф „Бато“ Дедивановић (Затријебач код Подгорице, 1939 — Подгорица, 15. мај 2021) био је црногорски филмски и позоришни глумац и песник, албанског порекла који је глумио у Црној Гори.

## Биографија
Зеф Ујк Гали Дедиванај је његово име на албанском језику док је преведено на српски Зеф Дедивановић. Рођен је 1939. у Затрјепчи код Подгорице, у тадашњој Краљевини Југославији.
Основну школу завршио је у Змајеву (Војводина), а од 1956. године живи у Подгорици. Изучавао је графички занат, а завршио Медицинску школу, након чега је радио у болници у Подгорици. Глумац Црногорског народног позоришта постао је 1972. године, од када стиче популарност - бројним улогама у позоришту, на филму и телевизији.
Добитник је награде "Ослобођење Подгорице", за улогу у представи Кањош Мацедоновић.
Поетским стваралаштвом бави се, упоредо са глумом, од 1962. године. Објављивао је песме, есеје и друге књижевне форме у часописима у Црној Гори.
Треће издање књиге Разговор, штампано је у Подгорици 2005. године (прво издање је изашло 1997). Зеф је тврдио да му је то прва и задња књига. Писана је у дијалошкој форми и преведена је на енглески и албански језик.

## Улоге
| Год.   | Назив                                               | Улога                   |
| ------ | --------------------------------------------------- | ----------------------- |
| 1970-е |                                                     |                         |
| 1977.  | Шалајко (серија)                                    |                         |
| 1980-е |                                                     |                         |
| 1981.  | Пуста земља                                         |                         |
| 1982.  | Дечак је ишао за сунцем                             |                         |
| 1982.  | 13. јул                                             | Власник кафане          |
| 1987.  | У име народа                                        | Нови директор           |
| 1987.  | То кад увати не пушта                               | Јоксим                  |
| 1987.  | Ђекна још није умрла, а ка’ ће не знамо (ТВ филм)   | Јоксим                  |
| 1987.  | Искушавање ђавола                                   | Мештанин                |
| 1988.  | Ђекна још није умрла, а ка' ће не знамо (ТВ серија) | Јоксим                  |
| 1989.  | Старе границе очевог имања (ТВ)                     | Станидер                |
| 1990-е |                                                     |                         |
| 1990.  | Народни непријатељ (ТВ)                             | Јоксим                  |
| 1995.  | Ориђинали (мини-серија)                             | Поштар Јовета           |
| 1999.  | У име оца и сина                                    | Други мештанин          |
| 2010-е |                                                     |                         |
| 2010.  | Човек који је желео нормално да живи свој живот     | Црногорски власник куће |
| 2010.  | Мјешовити брак                                      |                         |